# سامجی‌یون
سامجی‌یون (به کره‌ای: 혜산시) یک شهر در کره شمالی است که در استان ریانگ‌گانگ واقع شده‌است.
این شهر در دامنهٔ جنوبی کوه بکتو قرار دارد. این کوه که روی مرز چین و کره شمالی قرار دارد، از اهمیت افسانه‌ای خاصی برای مردم کره‌ای (و بالاخص کره شمالی) دارد. از این سو، فرودگاه سامجی‌یون و خط ریلی سراسری، این شهر را به سایر نقاط کشور متصل می‌کنند.
شهرستان سامجی‌یون در دسامبر سال ۲۰۱۹ میلادی به «شهر» ارتقاء یافت، و در این شهر تازه‌تاسیس، سرمایه‌گذاری و ساخت‌وساز گسترده برای بهبود وضعیت این شهر و آماده‌سازی آن برای تبدیل شدن به جاذبهٔ توریستی بین‌المللی در دست انجام بوده است. قرار بر این بود که در دسامبر سال ۲۰۲۴ میلادی، این شهر به روی توریست‌های خارجی گشوده شود.
در همان تاریخ دسامبر ۲۰۱۹، شهرک سامجی‌یون (삼지연읍، Kapsan-ŭp) به چهار ناحیه گوانگ‌میونگ‌سونگ، ایکّال، بونّامو، و به‌گه‌بونگ تقسیم شد. مناطق کارگری اوهومولتونگ، بکتوسان‌میریونگ، پوته، ریمیونگ‌سو، شین‌موسونگ، و موبونگ، به «ناحیه» تغییر حالت یافتند.

## خصوصیات
سامجی‌یون ۱٬۳۲۶٫۱۴ کیلومترمربع مساحت و ۳۱٬۴۷۱ نفر جمعیت دارد. این شهر، کم‌جمعیت‌ترین شهر کره شمالی می‌باشد.

## تقسیمات اداری
شهر سامجی‌یون به ۱۰ ناحیه و ۶ روستای تابعه تقسیم شده است.
| - ‌ ناحیه‌ها - اوهومولتونگ (5호물동동، 5(O)homultong-dong) - ایکّال (이깔동، Ikkal-dong) - بکتوسان‌میریونگ (백두산밀영동، Paektusanmiryŏng-dong) - بونّامو (봇나무동، Ponnamu-dong) - به‌گه‌بونگ (베개봉동، Pegaebong-dong) - پوته (포태동، P'ot'ae-dong) - ریمیونگ‌سو (리명수동، Rimyŏngsu-dong) - شین‌موسونگ (신무성동، Shinmusŏng-dong) - گوانگ‌میونگ‌سونگ (광명성동، Kwangmyŏngsŏng-dong) | - ‌ ناحیه‌ها (ادامه) - موبونگ (무봉동، Mubong-dong) - روستاها - بکسام (백삼리، Paeksam-ri) - بوسو (보서리، Posŏ-ri) - تونگ‌نام (통남리، T'ongnam-ri) - جونگ‌هونگ (중흥리، Chunghŭng-ri) - سوبکسان (소백산리، Sobaeksan-ri) - هونگ‌گیه‌سو (흥계수리، Hŭnggyesu-ri) |